# Орловка (Покровский район, Донецкая область)
Орловка (укр. Орлівка) — село в Украине, находится в Покровском районе Донецкой области.
Код КОАТУУ — 1422783413. Население по переписи 2001 года составляет 297 человек. Почтовый индекс — 85347. Телефонный код — 623.

## История
Село было основано в 1885 году.
15 августа 2024 года, в ходе боёв за Покровск, село было захвачено ВС РФ.

## Адрес местного совета
85347, Донецкая область, Покровский р-н, с.Николаевка, ул.Центральна, 43